# ディロン・ルイス
ディロン・ルイス（Dillon Lewis、1996年1月4日 - ）は、プレミアシップハーレクインズに所属するラグビー選手。

## プロフィール
- ウェールズ、チャーチ・ヴィレッジ出身。
- ポジションはプロップ(PR)。
- 身長 183cm、体重 118kg
- U20ウェールズ代表に選ばれたことがある[1]。
- ウェールズ代表キャップは57（2024年9月現在）でラグビーワールドカップ2019・ラグビーワールドカップ2023のウェールズ代表に選ばれた。

## 略歴
2014年、カーディフ・ブルーズ(現:カーディフ・ラグビー)に加入。
2023年、ハーレクインズに加入。 